# Ana Carolina (réalisatrice)
Pour les articles homonymes, voir Ana Carolina.
Ana Carolina ou Ana Carolina Teixeira Soares est une réalisatrice et scénariste brésilienne née le 27 septembre 1943.

## Réalisatrice et scénariste
- 1974 : Getúlio Vargas (pt)
- 1978 : Mar de Rosas (+ productrice)
- 1982 : Les Délires du pouvoir (Das Tripas Coração)
- 1987 : Sonho de Valsa
- 2001 : Amélia
- 2003 : Gregório de Mattos (O Boca do Inferno)
- 2014 : A Primeira Missa ou Tristes Tropeços, Enganos e Urucum (pt)